# Van der Waals-kraft

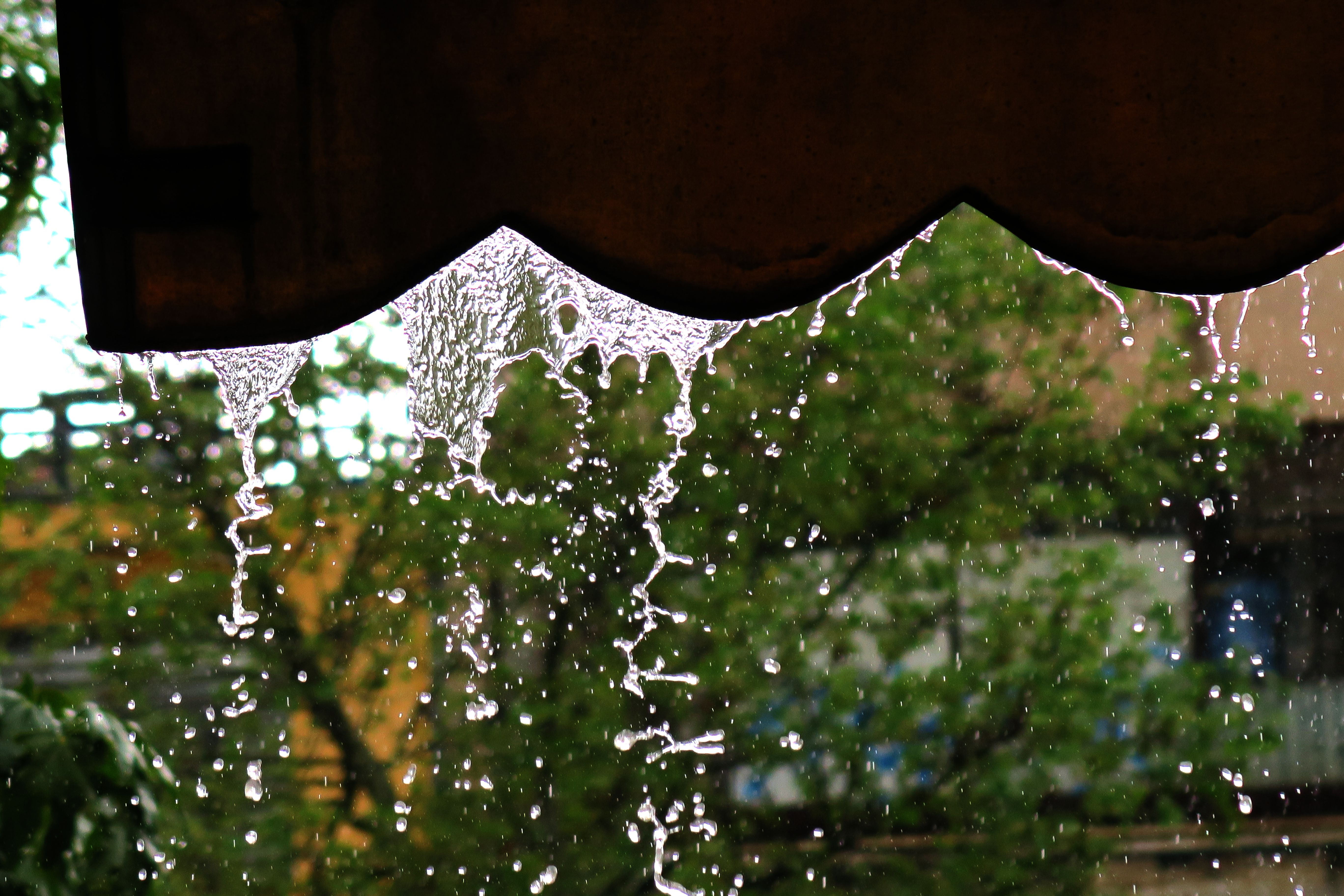
Regnvatten från en baldakin. Krafter som formar droppen: Ytspänning, vattensamling, Van der Waals krafter, Plateau–Rayleigh instability.

van der Waals-krafter, uppkallade efter den nederländska fysikern Johannes Diderik van der Waals, är inom fysikalisk kemi avståndsberoende växelverkningar mellan atomer. Till skillnad från väte- eller kovalenta bindningar är dessa växelverkningar inte ett resultat av kemiska/elektroniska bindningar och är därför mer mottagliga för störningar. Trots att kraften är den svagaste av de svaga kemiska krafterna, med en styrka mellan 0,4 och 4 kJ/mol, kan den fortfarande stödja en integrerad strukturell belastning när en mängd sådana växelverkningar är närvarande. De skiljer sig från kovalenta och joniska bindningar genom att vara orsakade av korrelationer mellan fluktuerande polariseringar hos närliggande partiklar (som är en konsekvens av kvantmekaniska effekter).
När det interatomiska avståndet är större än 0,6 nm är kraften inte tillräckligt stark för att observeras. När det interatomiska avståndet ligger under 0,4 nm blir kraften repulsiv. När två atomer närmar sig varandra och inga andra krafter är närvarande, kallas den punkt där kraften blir repulsiv snarare än attraktiv, för van der Waals kontaktavstånd. Det kan visas att van der Waals-krafterna har samma ursprung som Casimireffekten, vilken är en kvantmekanisk effekt. De resulterande van der Waals-krafterna kan vara attraktiva eller repulsiva.
Van der Waals-krafterna består av tre olika komponenter:
- Keesom-kraften mellan permanenta dipoler (dessa kallas även dipol-dipolbindningar)
- Debye-kraften mellan permanenta och inducerade dipoler.
- London-kraften mellan inducerade dipoler. Ibland syftar van der Waals-kraft endast på London-kraften.

"van der Waals-krafter" används ibland lite löst som en synonym för totaliteten av intermolekylära krafter. Van der Waals krafter är relativt svaga jämfört med kovalenta bindningar, men spelar en grundläggande roll inom områden som nanoteknik och fasta tillståndets fysik. 
I alkoholer med låg molekylvikt dominerar vätebindningsegenskaperna hos deras polära hydroxylgrupper över andra svagare van der Waals-interaktioner. I alkoholer med högre molekylvikt dominerar egenskaperna hos de icke-polära kolvätekedjorna och bestämmer lösligheten. Van der Waals-krafterna minskar snabbt vid längre avstånd mellan interaktiva molekyler.

## London-kraften
Kallas också för dispersionskraft, eller London-dispersionskraft, är svaga krafter mellan atomer eller molekyler som beror på momentana dipolmoment hos dessa atomer eller molekyler.
Bindningen uppstår genom att elektronmolnet i en molekyl vid ett visst tillfälle av sannolikhetsskäl kan vara tätare på ena sidan av molekylen. Då denna sida får en svag negativ laddning, kommer elektronmolnet i närliggande molekyler att stötas bort, resulterande i en motsvarande positiv laddning. Denna laddning är tillräcklig för att få molekylerna att temporärt bindas samman, under förutsättning att temperaturen är tillräckligt låg. Detta får som resultat att opolära kovalent bundna molekyler kan kondenseras till vätska, eller stelna till fast form. 
Vid en jämförelse av kokpunkten för olika kolväten visar det sig vara Londonkraften och längden på molekylerna som är avgörande, och inte molekylernas massor. Ju längre kolvätekedjor desto fler atomer kan ge upphov till temporära krafter som håller ihop molekylerna. Därför kan kolväten med olika struktur men samma massa ha olika kokpunkt.
Några typiska ämnen som kondenseras till vätska på grund av London-bindningen är metan (kokpunkt –161°C), kväve (–196°C) och helium (–269°C). 
Detta kan jämföras med ämnen såsom vatten (kokpunkt 100°C) eller ammoniak (–33°C) där vätebindningar är den viktigaste intermolekylära kraften. Man ser här också att vätebindningarna i vatten är mycket starkare än de i ammoniak, vilket kommer av att vattenmolekylen kan ingå hela fyra vätebindningar med en annan vattenmolekyl.

## Van der Waals-krafter mellan makroskopiska objekt
För makroskopiska kroppar med kända volymer och antal atomer eller molekyler per enhetsvolym, beräknas ofta den totala van der Waals kraften grundad på en "mikroskopisk teori" som en summa över alla växelverkande par. Det är nödvändigt att integrera över objektets totala volym, vilket gör beräkningarna beroende av objektets form. Exempelvis van der Waals-växelverkanenergin mellan två sfäriska kroppar med radierna {\textstyle R_{1}} och {\textstyle R_{2}} och med släta ytor, approximerades 1937 av Hamaker (med hjälp av Londons ekvation från 1937 för dispersiv växelverkansenergi mellan atomer/molekyler som startpunkt) enligt:
{\displaystyle {\begin{aligned}&U(z;R_{1},R_{2})=-{\frac {A}{6}}\left({\frac {2R_{1}R_{2}}{z^{2}-(R_{1}+R_{2})^{2}}}+{\frac {2R_{1}R_{2}}{z^{2}-(R_{1}-R_{2})^{2}}}+\ln \left[{\frac {z^{2}-(R_{1}+R_{2})^{2}}{z^{2}-(R_{1}-R_{2})^{2}}}\right]\right)\end{aligned}}\qquad (1)}
där {\textstyle A} är Hamakers koefficient, vilken är en konstant (~10−19 − 10−20 J) som beror på materialegenskaper (den kan vara negativ eller positiv beroende på det mellanliggande mediet) och {\textstyle z} är avståndet mellan objektens centra; det vill säga, summan av {\textstyle R_{1}},{\textstyle R_{2}} och {\textstyle r} (avståndet mellan ytorna): {\displaystyle \ z=R_{1}+R_{2}+r}.
Vid gränsen för nära kontakt är sfärerna tillräckligt stora jämfört med avstånden mellan dem; det vill säga, {\displaystyle \ r\ll R_{1}} eller {\displaystyle \ r\ll R_{2}}, så att ekvation (1) för den potentiella energifunktionen förenklas till:
{\displaystyle \ U(r;R_{1},R_{2})=-{\frac {AR_{1}R_{2}}{(R_{1}+R_{2})6r}}\qquad (2)}
och van der Waals-kraften mellan två sfärer med konstanta radier ({\textstyle R_{1}} och {\textstyle R_{2}} behandlas som parametrar) är då en funktion av separationen mellan sfärerna, då kraften på ett objekt är det negativa värdet av potentialfunktionens derivata,{\displaystyle \ F_{VW}(r)=-{\frac {d}{dr}}U(r)}. Detta ger:
{\displaystyle \ F_{VW}(r)=-{\frac {AR_{1}R_{2}}{(R_{1}+R_{2})6r^{2}}}\qquad (3)}
och van der Waals-krafterna mellan objekt med andra geometrier med användande av Hamakers modell har publicerats i litteraturen.
Från uttrycken ovan framgår att van der Waals-kraften ökar med minskande storlek på kropparna ({\textstyle R}). Icke desto mindre minskar styrkan hos de inertiala krafterna som gravitation och strömningsmotstånd, i ännu större utsträckning. I enlighet med detta blir van der Waals-krafterna dominerande för samlingar av mycket små partiklar sådana som mycket finkorniga torra pulver (med inga kapillära krafter närvarande) även om attraktionskraften är mindre än för större partiklar av samma substans. Sådana pulver sägs vara kohesiva, vilket innebär att de inte är lika lätta att göra flytande som deras mera grovkorniga motsvarigheter. Generellt, fritt flöde uppträder för partiklar större än cirka 250 μm.